# Hamadan
Hamadan oder Hamedan (persisch همدان, DMG Hamadān) ist eine Stadt im Westen Irans und Hauptstadt der gleichnamigen Provinz. Sie ist eine der ältesten besiedelten Städte des Landes, unter anderem bekannt für das Mausoleum Avicennas und das angebliche Grab von Esther und Mordechai.

## Klima
|                       | Jan  | Feb  | Mär  | Apr  | Mai  | Jun  | Jul  | Aug  | Sep  | Okt  | Nov  | Dez  |   |       |
| Mittl. Tagesmax. (°C) | 2,9  | 5,1  | 11,0 | 18,3 | 23,4 | 30,1 | 34,2 | 34,1 | 29,4 | 21,5 | 13,3 | 6,3  | ⌀ | 19,2  |
| Mittl. Tagesmin. (°C) | −8,0 | −6,4 | −1,3 | 4,4  | 7,3  | 10,3 | 13,9 | 12,7 | 7,5  | 3,7  | −0,5 | −4,4 | ⌀ | 3,3   |
|                       |      |      |      |      |      |      |      |      |      |      |      |      |   |       |
| Niederschlag (mm)     | 36,9 | 41,5 | 55,2 | 42,0 | 25,8 | 2,7  | 1,9  | 2,3  | 0,5  | 26,3 | 34,7 | 46,8 | Σ | 316,6 |
|                       |      |      |      |      |      |      |      |      |      |      |      |      |   |       |
| Regentage (d)         | 10,0 | 9,8  | 11,7 | 9,7  | 7,4  | 1,6  | 0,6  | 0,7  | 0,6  | 5,3  | 7,2  | 9,4  | Σ | 74    |

| −8,0 |

| −6,4 |

| −1,3 |

| 4,4 |

| 7,3 |

| 10,3 |

| 13,9 |

| 12,7 |

| 7,5 |

| 3,7 |

| −0,5 |

| −4,4 |

| −8,0 |

| −6,4 |

| −1,3 |

| 4,4 |

| 7,3 |

| 10,3 |

| 13,9 |

| 12,7 |

| 7,5 |

| 3,7 |

| −0,5 |

| −4,4 |

| N i e d e r s c h l a g | 36,9 | 41,5 | 55,2 | 42,0 | 25,8 | 2,7 | 1,9 | 2,3 | 0,5 | 26,3 | 34,7 | 46,8 |
|                         | Jan  | Feb  | Mär  | Apr  | Mai  | Jun | Jul | Aug | Sep | Okt  | Nov  | Dez  |

## Lage
Hamadan liegt inmitten eines wohlbewässerten Obstanbaugebietes am Ufer des Qareh zu Füßen des Zagros-Vorgebirges rund 200 Kilometer westlich von Ghom (300 Kilometer westlich von Teheran).
Hamadan liegt damit an der traditionellen West-Ost-Handelsroute zwischen Bagdad und Teheran bzw. Rey sowie auf der Verbindungslinie zwischen Täbris im Norden und Luristan bzw. dem Persischen Golf im Süden. Im Mittelalter galt der gesamte Westen Irans als Irak ʿAdschami und war zusammen mit dem Irak Arabi als beide Irak bekannt. Bis 1956 gehörte Hamadan zwischenzeitlich zur iranischen Provinz Kermanschah.
Der zivile Flughafen Hamadan (englisch Hamadan Airport) liegt wenige Kilometer nördlich des Stadtgebiets. Der Militärflugplatz Hamadan, Hamadan-Shahrokhi, auch Noje Airbase, liegt rund 50 Kilometer nördlich der Stadt.

## Bevölkerung
Unter den etwa 676.000 mehrheitlich persischen Einwohnern der Stadt gibt es Minderheiten von Aserbaidschanern, Kurden, Türken, Luren, einigen Tausend Armeniern sowie Juden. Die Juden sprechen den Dialekt Judäo-Hamadani, die Zahlen der jüdischen Gemeinde sind rückläufig.
Die Mehrheit gehört dem schiitischen Islam an.

## Geschichte

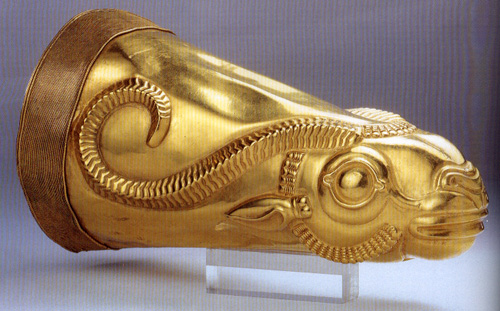
Goldenes Rhyton aus achämenidischer Zeit – heute im Iranischen Nationalmuseum Teheran

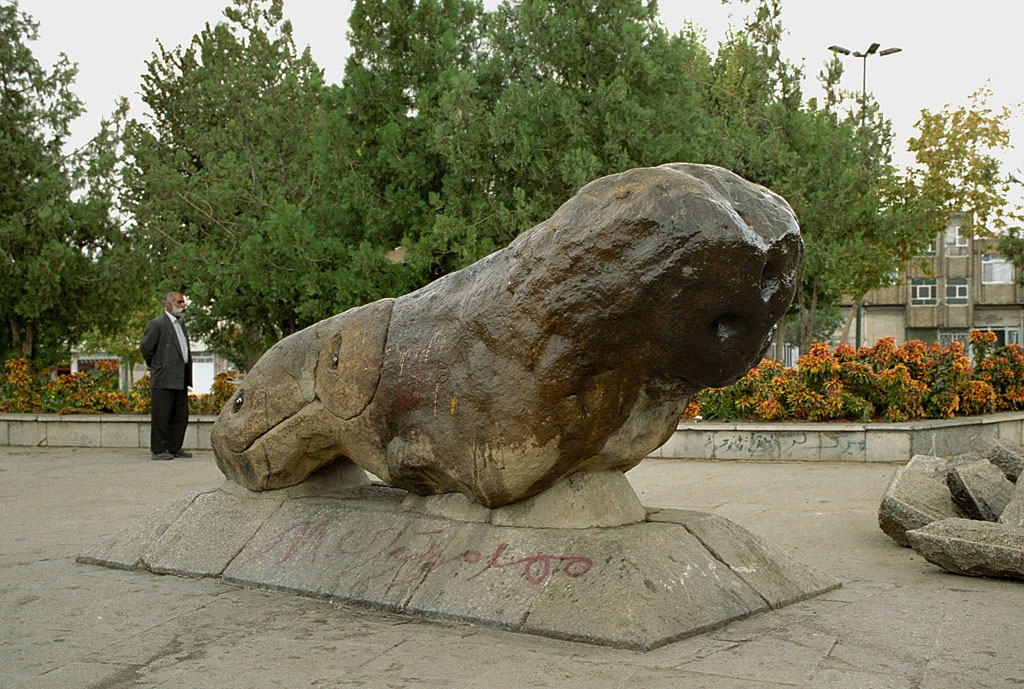
Löwenskulptur Sang-e Schir

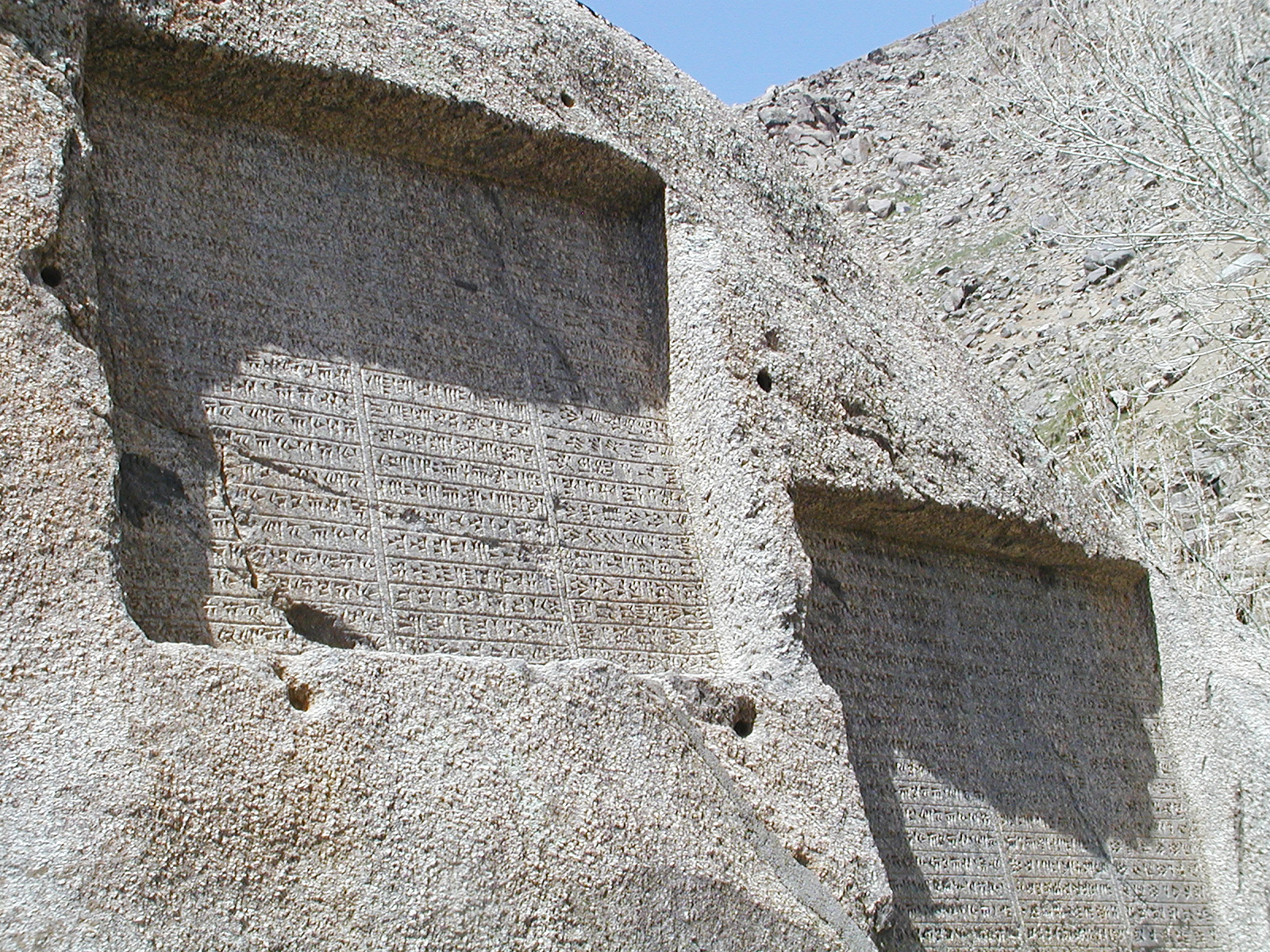
Gandschnāme: Keilschrifttafeln aus der achämenidischen Zeit

Hamadan entstand im 2. Jahrtausend vor unserer Zeit und war unter dem Namen Hagmatāna bis ins 6. Jahrhundert vor unserer Zeit die Hauptstadt des iranischen Meder-Reiches. Sie gilt damit als eine der ältesten Städte Irans (vielleicht die älteste). Von dort sollen die Heiligen Drei Könige nach Bethlehem aufgebrochen sein.

### Altertum: Ekbatana
Der Name Hamedān oder Hamadān leitet sich vom altpersischen Ha(m)gmatāna (gräzisiert Ekbatana) ab. Ha(m)gmatāna bedeutet wohl ‚Stadt der Versammlung‘ (aus ham-gmata- = zusammen-gekommen). Die Nasale „m“ und „n“ wurden in der altpersischen Keilschrift vor Konsonanten nicht geschrieben. Im Laufe der Jahrhunderte schliff sich dieser Name zur heutigen neupersischen Form ab. Von den Seleukiden wurde Ekbatana griechisch Epiphaneia genannt.

### Mittelalter: Blüte unter Buyiden und Seldschuken
Nach ihrem Sieg über die persischen Sassaniden in der Schlacht bei Nehawand eroberten die arabischen Muslime 642 auch Hamadan, in dessen Nähe auch die Stätte der Schlacht von Nehawand liegt. Die Araber machten Hamadan zur Provinzhauptstadt; doch 643 und 644 kam es zunächst noch zu Aufständen gegen das arabische Kalifat.

#### Arabische Kalifen
Von 804 bis 810 war die gesamte Region zwischen den Kalifen-Brüdern al-Amin und al-Ma'mūn umkämpft. Letzterer übertrug Hamadan einem barmakidischen Statthalter. Mitte des 9. Jahrhunderts siedelte sich ein Stamm hassanidischer Aliden in der Stadt an, die bis 1058 den jeweiligen Bürgermeister stellten (eine Nebenlinie sogar bis 1252). Allmählich wurden diese arabischen Prophetenabkömmlinge iranisiert und schließlich schiitisch. Anders als das – größtenteils erst im 17. und 18. Jahrhundert schiitisch gewordene – übrige Iran wurde Hamadan schon früh ein Zentrum des schiitischen Islam.

#### Persische Buyiden

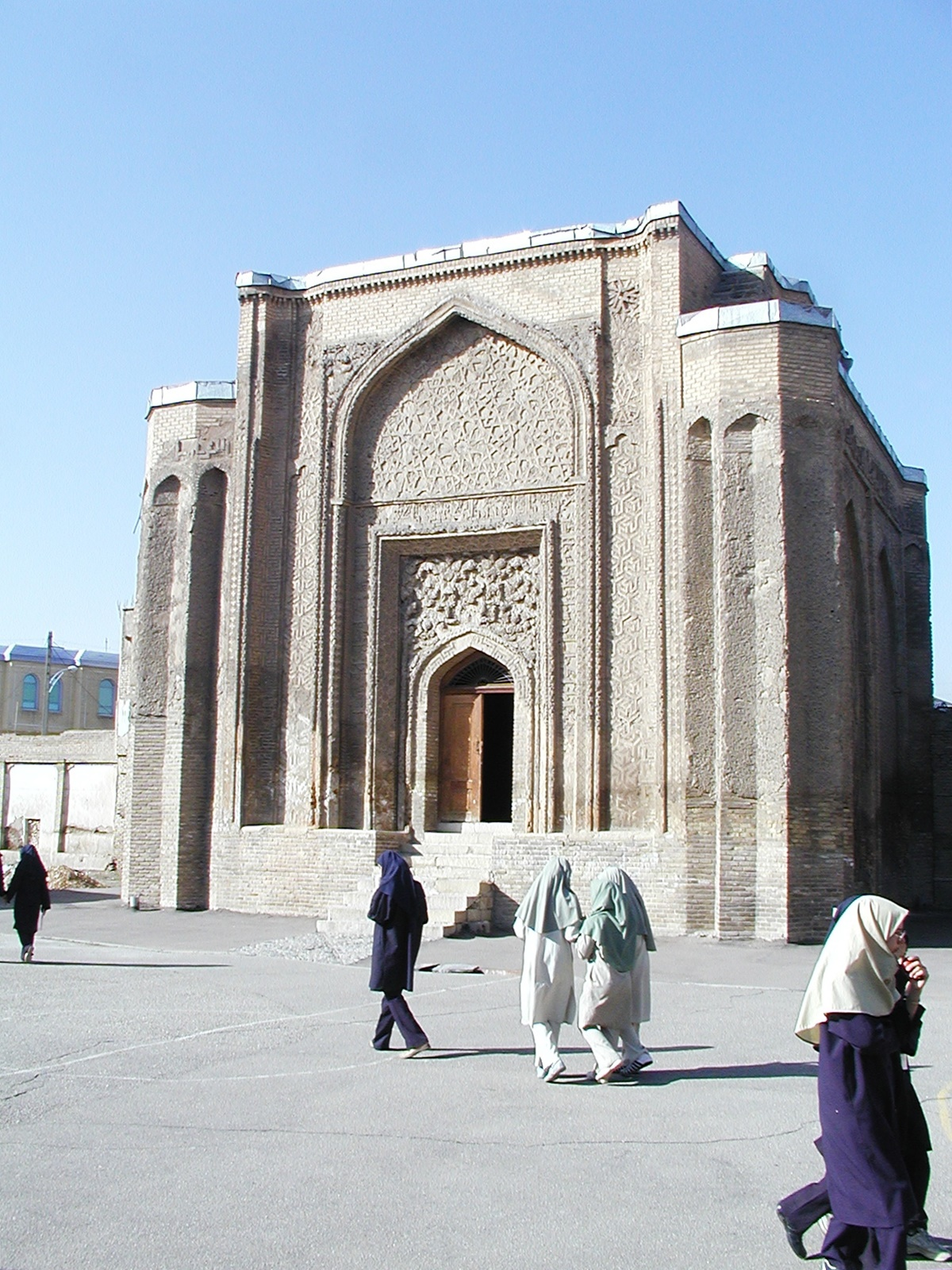
Gonbad-e Alavian, 11.–14. Jahrhundert

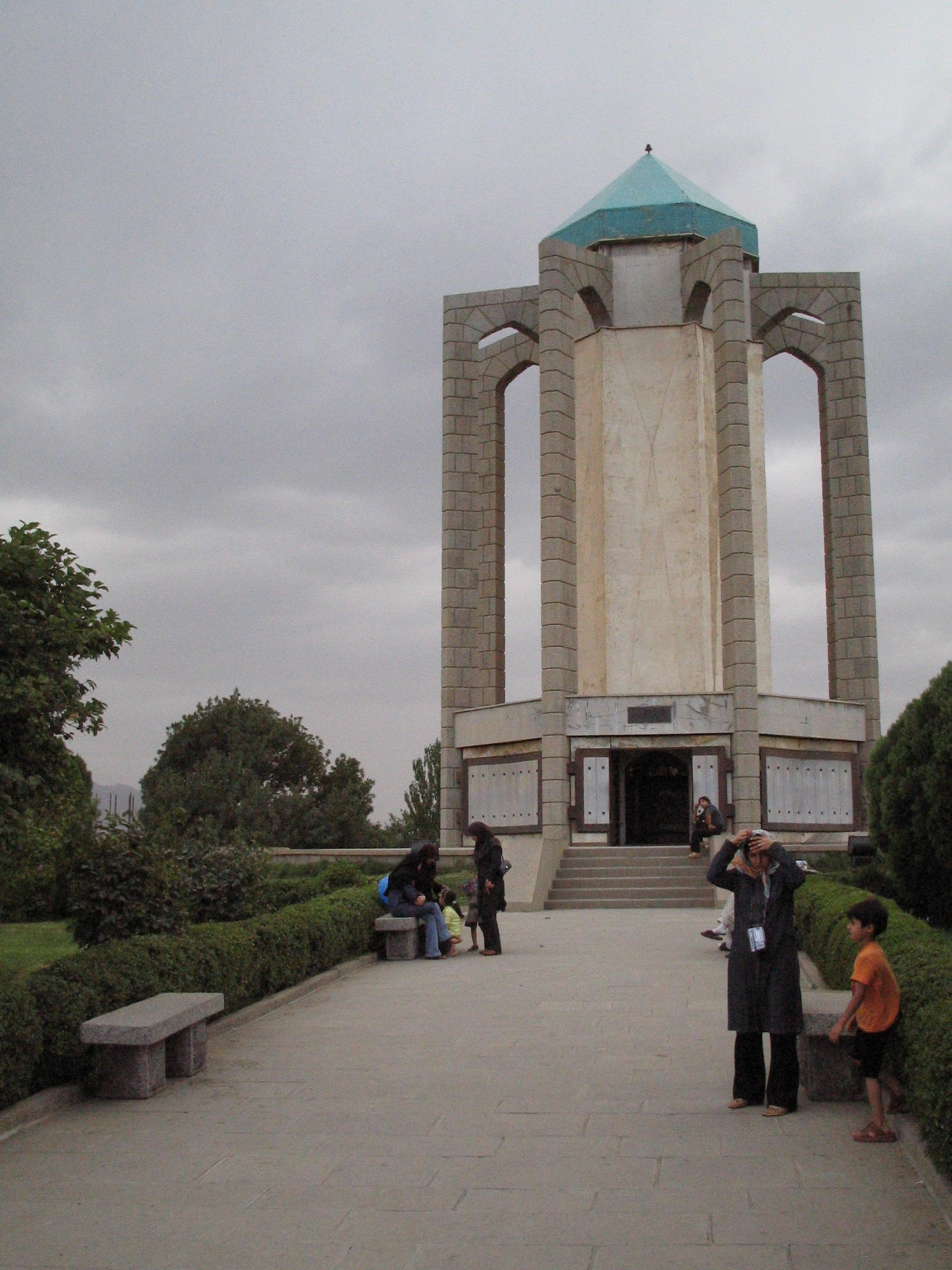
Baba-Taher-Mausoleum, erbaut 1970

Im Jahre 932 eroberte der Buyide al-Hasan Rukn ad-Daula im Auftrag eines dailamitischen Söldnerführers die Stadt, machte sich sogleich selbständig und baute Hamadan nach dem Erdbeben von 956 wieder auf. Bei der Teilung seines Reiches wurde Hamadan 976 mit Rey zur Residenzstadt der Nebenlinie Fakr ad-Daula, die mit den Buyiden in Isfahan rivalisierte.
Zu jener Zeit, zu Beginn des 11. Jahrhunderts, wirkte auch der bedeutende Philosoph, Wissenschaftler und Arzt Avicenna als Wesir des Fürsten in der Stadt. Doch schon 1030 beendete die Eroberung Hamadans durch Sultan Mahmud von Ghazni die persische Dynastie.

#### Türkische Seldschuken
Nach der Niederlage der Ghaznawiden gegen die Seldschuken setzten sich diese ab 1055 in der Stadt fest.
Seine höchste Blüte erreichte Hamadan unter den Seldschuken-Sultanen, die von hier aus bis in die Mitte des 12. Jahrhunderts Bagdad und Rey beherrschten, ehe sie den Choresmiern erlagen. 1221 und 1224 aber zerstörten die Mongolen die Stadt und töteten die meisten ihrer Bewohner. Nach den mongolischen Ilchanen kamen die Mongolen unter Timur, auch er ließ die kaum wiederaufgebaute Stadt 1386 und 1393 erneut zerstören; alle Einwohner wurden getötet. Nach den Timuriden beherrschten die turkmenischen Qaraqoyunlu ab 1405 von Täbris aus die Region, ab 1503 schließlich die persischen Safawiden.

### Neuzeit: fortgesetzte Kriege
Nach einer vorübergehenden Herrschaft der osmanischen Türken 1587–1603 ließen die Safawiden Hamadan im 16. Jahrhundert neu errichten, doch schon 1724 eroberte der osmanische Statthalter von Bagdad die Region erneut und ließ Hamadan wieder zerstören. Die Türken wurden erst 1732 von Nader Schah vertrieben, dem ab 1751 die kurdischen Zand und ab 1789 die turkmenischen Kadscharen in der Herrschaft über Hamadan folgten. Fath Ali Schah ließ Hamadan sogar noch ausbauen.
Gegen die Kadscharen erhob sich 1905 die Konstitutionelle Revolution, von der auch das konservative Hamadan 1911 betroffen war. Im Ersten Weltkrieg wurde Hamadan 1915 von den türkischen Truppen erobert, ging aber schon im Mai 1916 an russische Truppen verloren. Von August 1916 bis März 1917 war die Stadt kurze Zeit in der Hand deutscher und türkischer Truppen, dann folgten die Briten und 1918 wieder die Perser.
Im Rahmen der anglo-sowjetischen Invasion Irans während des Zweiten Weltkriegs besetzten britische Truppen Hamadan vom September 1941 bis 1943. Im Ersten Golfkrieg wurde Hamadan 1980 von der irakischen Luftwaffe teilweise zerstört.

## Wirtschaft

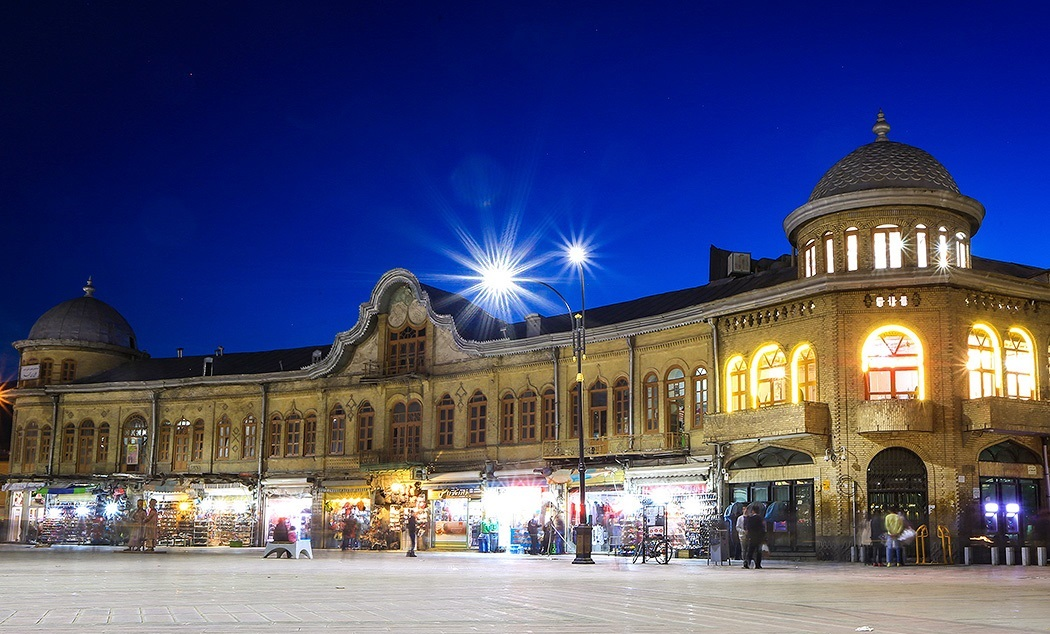
Geschäfte in Hamadan

Seit der Antike war Hamadan als Handelszentrum an der Seidenstraße berühmt für Trauben, Mohn (Opium), Pelze und Teppiche. Heute gibt es in Hamadan zwar neben der Landwirtschaft auch Industrie, die Infrastruktur scheint aber schlechter entwickelt, als sie es in den meisten übrigen Landesteilen Irans ist.
Mehr Einnahmen machte die Stadt mit der Wallfahrt zu ihren Sehenswürdigkeiten.

## Verkehr
Die Stadt liegt an der Bahnstrecke Teheran–Hamadan. Die eingleisige Strecke ermöglicht eine Geschwindigkeit von 160 km/h für Personenzüge und wurde 2017 eröffnet.

## Sehenswürdigkeiten

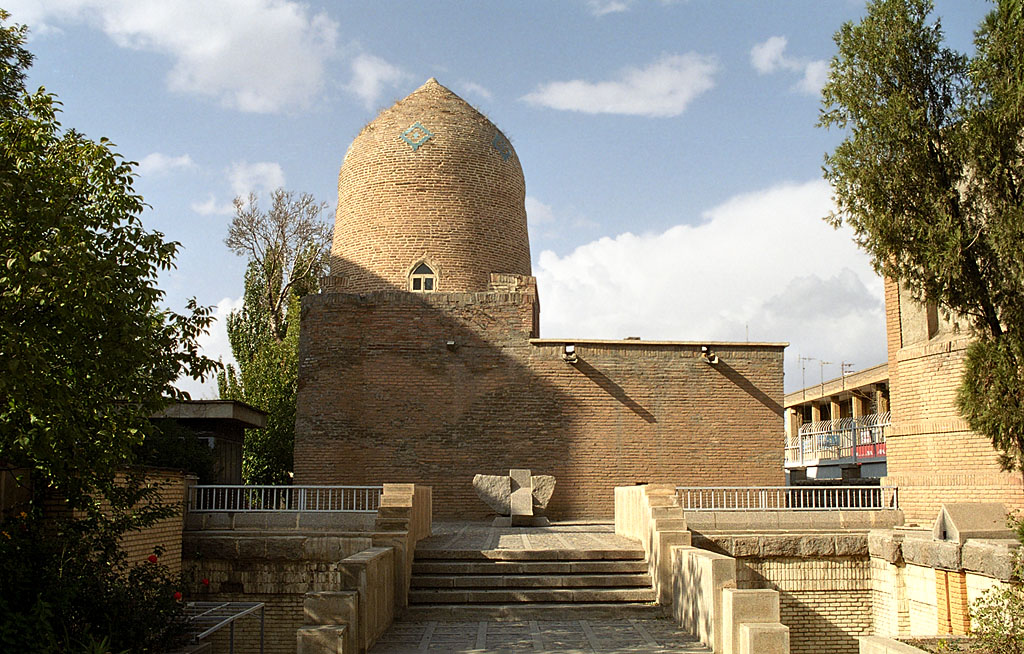
Mausoleum Esters, der Frau Xerxes I., und Mordechais in Hamadan

Mehrere Ausgrabungen am Tepe Hagmatana im Zentrum der Stadt wurden im 20. Jahrhundert durchgeführt, wobei medische und vor allem achämenidische Objekte gefunden wurden, die heute im Iranischen Nationalmuseum in Teheran zu besichtigen sind. Die Herkunft der steinernen Löwenfigur (Sang-e Schir), etwas südlicher im Zentrum, ist unklar. Sie wird teilweise als hellenistische Plastik verstanden, die von Alexander dem Großen für seinen in Hamadan verstorbenen General Hephaistion in Auftrag gegeben wurde. Ebenfalls aus achämenidischer Zeit stammen die Keilschrifttafeln von Gandschnāme, ca. 12 km vom Zentrum entfernt am Fuß des Alvand-Gebirges gelegen.
Zum vermeintlichen Grab der biblischen Gestalten Mordechai und Ester pilgerten und pilgern zahlreiche Juden, obwohl es sich wahrscheinlich „nur“ um die letzte Ruhestätte einer jüdischen Frau des Sassaniden-Königs Yazdegerd I. († 420) handelt. Auch die dort aufbewahrte Tora soll „nur“ rund dreihundert Jahre alt sein.
Der gut erhaltene Grabbau Gonbad-e Alavian ist nicht genau zu datieren, da keinerlei Inschriften vorhanden sind; auch ist nicht bekannt, wer darin bestattet ist. Der Ziegelbau mit seinen sechseckigen Türmen an den vier Ecken trug früher eine Kuppel. Das Grabmal, das außen und innen mit aufwendigem Stuckdekor und Ziegelmustern versehen ist, erinnert an die seldschukische bis ilchanische Architektur und ist wohl zwischen dem 11. und dem 14. Jahrhundert entstanden.

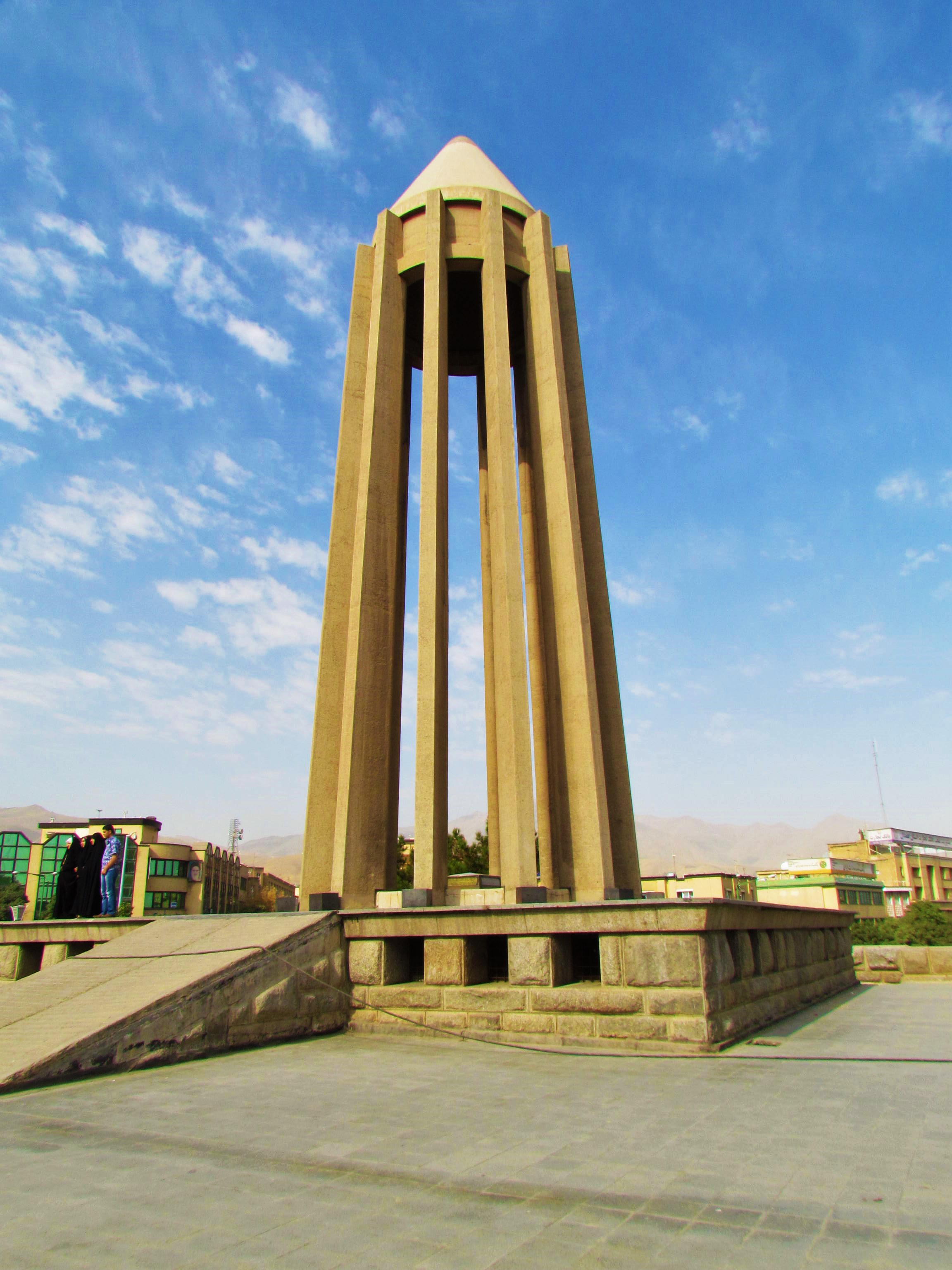
Avicenna-Mausoleum

Ebenfalls in Hamadan befindet sich die mutmaßliche Grabstätte, das weithin sichtbare Avicenna-Mausoleum  des Gelehrten Avicenna (Ibn Sina). Aus seiner Bibliothek ist die Avicenna-Universität entstanden. Ein drittes bedeutendes Grabmal ist das des Baba Taher, eines persischen Dichters des 11. Jahrhunderts.
In Hamadan starb auch der (vermeintlich) zum Christentum konvertierte Mongolen-Ilchan Abaqa. Raschīd ad-Dīn, der Wesir seines Nachfolgers, wurde hingegen in Hamadan geboren und konvertierte zum Islam.

## Städtepartnerschaften
- Kulob in Tadschikistan
- Isparta in der Türkei

## Söhne und Töchter der Stadt
- Baba Taher (10./11. Jahrhundert), persischer Dichter
- Raschīd ad-Dīn (1247–1318), jüdischer Islam-Konvertit und Wesir der Ilchane
- Sayyid Ali Hamadani (1314–1384), islamischer Mystiker
- Josef Emin (1726–1809), armenischer Politiker
- Ehsan Yarshater (1920–2018), Herausgeber der Encyclopædia Iranica
- Abolhassan Banisadr (1933–2021), erster Präsident der Islamischen Republik Iran
- Nāser Houshmand Vaziri (1946–2019), Bildhauer
- Shirin Ebadi (* 1947), erste moslemische Friedensnobelpreisträgerin